# Romano Maffeis
Romano Maffeis (Semonte, 10 gennaio 1911 – ...) è stato un maratoneta italiano.

## Biografia
Ha vinto 3 medaglie d'oro e 2 d'argento ai campionati italiani, fra maratona e maratonina, oltre ad una medaglia di bronzo nella corsa campestre. Ha inoltre vinto in due occasioni la Cinque Mulini, corsa campestre su cui ha poi conquistato ulteriori tre piazzamenti sul podio.

## Campionati nazionali
1938
- 4º ai campionati italiani assoluti, maratona - 2h46'23"

1940
- Argento ai campionati italiani assoluti di maratona - 2h49'51"
- Argento ai campionati italiani assoluti di maratonina, 25 km - 1h29'11"

1941
- Oro ai campionati italiani assoluti di maratona - 2h47'23"
- Bronzo ai campionati italiani di maratonina, 25 km

1944
- Oro ai campionati italiani di maratonina, 25 km - 1h26'03"
- Bronzo ai campionati italiani di corsa campestre[1]

1945
- Argento ai campionati italiani assoluti di maratona - 2h48'37"
- Oro ai campionati italiani di maratonina, 25 km - 1h26'13"

## Altre competizioni internazionali
1937
- Oro alla Cinque Mulini ( San Vittore Olona), 10 km[2]

1938
- Bronzo alla Cinque Mulini ( San Vittore Olona)

1941
- 9º alla Maratona di Padova ( Padova) - 2h43'53"
- Oro alla Cinque Mulini ( San Vittore Olona)

1944
- Bronzo alla Cinque Mulini ( San Vittore Olona)

1945
- Argento alla Cinque Mulini ( San Vittore Olona)